# Gérald Martineau
Pour les articles homonymes, voir Martineau.
Gérald Martineau (né le 31 juillet 1902 à Québec, mort le 18 mai 1968 à Sainte-Foy) est un homme d'affaires et un organisateur politique québécois.  Il fut le trésorier du parti de l'Union nationale de 1944 à 1960.

## Biographie
Il est le fils de Napoléon Martineau, électricien, et de Marie-Aimée Wiseman.  Il épouse Marie-Blandine Duggan le 6 août 1923 à Québec.
Il est propriétaire d'un commerce de machines à écrire (clavigraphes, machines à polycopier, etc.) sis sur la rue Saint-Pierre, non loin de la Banque canadienne nationale. Il est propriétaire de plusieurs équipes sportives, notamment du club de hockey sur glace les As de Québec de 1959 à 1967.
Homme de confiance du premier ministre Maurice Duplessis, il est le trésorier du parti de l'Union nationale de 1944 à 1960.
Il est nommé membre du Conseil législatif du Québec pour la division des Laurentides du 21 août 1946 au 30 septembre 1959, puis pour la division de Lauzon du 30 septembre 1959 au 27 octobre 1967.  Après l'arrivée au pouvoir du Parti libéral du Québec, il doit comparaître devant la commission Salvas et est déclaré coupable de fraude le 12 janvier 1966.